# أندريه كولينز
أندريه كولينز (بالإنجليزية: Andre Collins)‏ هو لاعب كرة قدم أمريكية أمريكي، ولد في 4 مايو 1968 في Riverside Township, New Jersey ‏ في الولايات المتحدة.

## وصلات خارجية
- أندريه كولينز على موقع مرجع كرة القدم المحترفة.كوم (الإنجليزية)